# Schuurmolen
De Schuurmolen is een voormalige watermolen in de Nederlandse provincie Limburg. Ze is gelegen tussen Holset, Vaals en Lemiers op de oostoever van de Zieversbeek aan de Oude Akerweg. Verder stroomopwaarts ligt de Frankenhofmolen, stroomafwaarts mondt de Zieversbeek uit in de Selzerbeek.
De molen had een middenslagrad met een doorsnee van 3,2 meter en was 107 centimeter breed. Er werden op een gegeven moment zes stuwvijvers gebruikt waarin water van de Zieversbeek verzameld werd en op het einde van de 19e eeuw werd slechts één grote vijver gebruikt. Bij een lage waterstand in de beek werd maalwater uit de vijver via een buis op het rad geleid.

## Geschiedenis
De molen werd rond 1778 gebouwd door Jacob Kuhnen, als onderdeel van zijn nieuwe naaldenfabriek in Vaals (D'r Bau). Voor de watervoorziening waren, behalve bij de molen, ook hogerop aan de Zieversbeek vijvers aangelegd. Kuhnen overleed in 1781, nog geen 40 jaar oud, maar zijn weduwe zette de onderneming voort. De molen moest echter, met Kuhnens andere bezittingen, worden verkocht. Bij de openbare verkoop in 1783 wordt zij beschreven als ’de Polier-Moole gelegen aan den Honsberg ter plaatse genaamt den Velderbroeck’. In het Duits was toen sprake van de 'Schaurmühle'. In 1786 kocht Baron Sternbach, eigenaar van landgoed De Esch, de goederen die van Kuhnen waren geweest, maar hij bleef de molen verpachten aan de weduwe Kuhnen.  
Daarna veranderde de molen verschillende keren van eigenaar. In 1822 bood J.W. Trostorf de 'spelde slijpmolen' te koop aan. In de tweede helft van de 19e eeuw was er hier een wolspinnerij gevestigd. Deze had toen nog steeds als naam de Schauermühle. Het element 'schuur' in de naam van de molen is afkomstig van het polijsten of schuren.
.Nadat de spinnerij was opgeheven werd het verbouwd tot brouwerij.